# Claës Wimermark
Claës Wimermark, född 21 september 1708 i Vimmerby, död 27 augusti 1778 i Vimmerby, han var kyrkoherde i Vimmerby pastorat.

## Biografi
Wimermark föddes 21 september 1708 i Vimmerby. Han var son till rådmannen Anders Persson Wimermark och Helena Heidenstrauch. Wimermark blev 1726 student vid Uppsala universitet. Han blev 1737 filosofie magister. 1738 blev han gymnasieadjunkt i Linköping. Wimermark blev 13 februari 1740 lektor i matematik. Han prästvigdes 9 juli samma år. Wimermark blev 14 december 1751 kyrkoherde i Vimmerby församling och tillträddes 1752. Wimermark avled 27 augusti 1778 i Vimmerby. Han begravdes av kontraktsprosten Axel Johan Lindblom i Odensvi socken.
Wimermark var predikant vid prästmötet 1754, vikarierande preses vid prästmötet 1758 och preses vid prästmötet 1759.

### Familj
Wimermark gifte sig 31 augusti 1742 med Sigrid Catharina Ljungqvist (1718-1802). Hon var dotter till borgmästaren Benjamin Ljungquist och Margareta Ekeberg i Eksjö. De fick tillsammans barnen Anders Benjamin (född 1743), Claes ( 1744-1792), Svante och Margareta.